# Tobol'skij rajon
Il Tobol'skij rajon (Тобольский район) è un rajon dell'Oblast' di Tjumen', in Russia; il capoluogo è Tobol'sk. Istituito nel 1923, ricopre una superficie di 17.222 chilometri quadrati ed ospitava nel 2010 una popolazione di circa 22.000 abitanti.